# Ramón Montserrat Ballesté
Ramón Montserrat Ballesté (Barcelona, 25 de agosto de 1929-Sevilla, 21 de diciembre de 2024) fue un arquitecto español.

## Biografía
Ramón Montserrat Ballesté nació en Barcelona, el 25 de agosto de 1929. Tras los estudios primarios y el bachiller que realizó en el Instituto Menéndez y Pelayo de Barcelona, en 1950 ingresó en la Escuela Superior de Arquitectura de Barcelona. Estos estudios los compaginó con distintas colaboraciones de trabajo en obras que  ejecutaban otros arquitectos. Así cursó los dos últimos cursos de carrera como alumno libre y colaborando en Roma con el arquitecto español Jesús Álvarez Gazapo. Acabó la carrera en junio de 1956, y casi inmediatamente se le ofreció la oportunidad de hacerse cargo de un par de obras de reforma en Sevilla.
En Sevilla, y al surgirle allí otros trabajos, decidió iniciar un estudio propio, al principio solo y después, al crecer, con otros arquitectos: Lorenzo Martin, Mario Pita (fallecido en accidente a finales de 1960), Jaime López de Asiain, Cipriano Gómez Pérez, Alberto Donaire Rodríguez, Pablo Canela Jiménez etc, y, con la incorporación primero de peritos industriales y después también de ingenieros (Fernando de Parias Merry, Antonio García Valcarce, José Ignacio Laffite, Antonio Carranza, etc.) llegó a formar un equipo multidisciplinar de arquitectura e ingeniería que en 1964 se constituyó como la sociedad llamada Arquinde.
Entre 1962 y 1966, con el estudio en Sevilla consolidado, Montserrat se trasladó a Madrid para dirigir Talleres de Arte Granda manteniendo su atención al equipo de Sevilla que, precisamente en 1964, se constituyó como la sociedad llamada Arquinde.. En esos años su labor en Talleres destacó por dar un gran énfasis al área de diseño con la colaboración de jóvenes artistas con inquietudes. Entre ellos hay que señalar a José María Cruz Novillo quien cita esta experiencia en su discurso de ingreso en la Real Academia de Bellas Artes y en diversas entrevistas en que ha recordado con ilusión aquellos trabajos.

Hubo en los primeros años sesenta otro lugar en Madrid muy interesante, Talleres de Arte Granda, dirigido por el arquitecto sevillano Ramón Montserrat; [una] mini Bauhaus dotada de magníficos talleres con estupendos artesanos especialistas en procesos en gran parte extinguidos, supongo. Allí nos reuníamos a última hora de la tarde [Juan Ignacio] Cárdenas, [Isidro] Parra, [Ramón] Muriedas, [Rafael] Muyor, Montserrat..., trabajando como diseñadores industriales.
Ángel Mila, "Entrevista a Cruz Novillo"

Diez años más tarde Arquinde contaba con sedes en Sevilla, Madrid, Jerez de la Frontera y Málaga, con más de ochenta profesionales: arquitectos, ingenieros de diversas especialidades, peritos industriales, aparejadores, delineantes, etc. Con trabajos en toda Andalucía y también en otras áreas de la geografía española.
En este equipo, Montserrat figuró como fundador y presidente, además de coordinador del área de arquitectura, hasta finales de la década de los setenta. Por esa época profundos cambios sociales en la sociedad española y también dentro del ya muy numeroso y polifacético equipo humano de Arquinde llevaron a la separación del mismo de Ramón Montserrat, Alberto Donaire y Pablo Canela, todos ellos arquitectos, que constituyeron el nuevo equipo DMC.
DMC nació con el mismo objetivo que Arquinde: prestar un servicio de proyecto y dirección de obra asegurando su calidad y, por tanto, contando con  todos los especialistas necesarios. Pero para ello ya no fue necesario incluir en el mismo equipo tantas disciplinas distintas. A diferencia de años anteriores, se contaba ya con equipos especialistas de estructuras y de instalaciones varias, competentes y con suficiente experiencia, con los que se podía colaborar y conseguir análoga calidad y eficacia, evitando la mayor complejidad de los grandes equipos.
Esas oficinas, nacidas en parte por la aparición de  titulados formados en las nuevas Escuelas Técnicas de Sevilla (de Arquitectura e Ingeniería Industrial) y en parte fomentadas por  arquitectos que buscaban  dar también ese servicio de calidad que daba Arquinde, fueron el germen de la proliferación posterior de empresas tecnológicas en Sevilla que ya a principios del siglo XXI prestaban importantes servicios por todo el mundo. Hay que decir aquí que no sólo Arquinde se esforzó en dar el salto de calidad en los proyectos; otros estudios hicieron lo mismo, debiéndose señalar también la formación del equipo de Otaisa, casi simultáneo al de Arquinde.
Estos equipos de arquitectos e ingenieros 

«Tomarían la iniciativa de constituirse como sociedades de arquitectos, con la finalidad de mejorar la gestión en el desarrollo del proyecto arquitectónico. Sus fundadores fueron defensores de un modelo anglosajón, de base multidisciplinar, estructurándose por departamentos temáticos, fundamentales para el control total del proyecto, desde el cálculo hasta los temas presupuestarios, pasando por el diseño de las instalaciones y una rigurosa definición de los detalles constructivo.»
Cristóbal Miró

## Principales obras

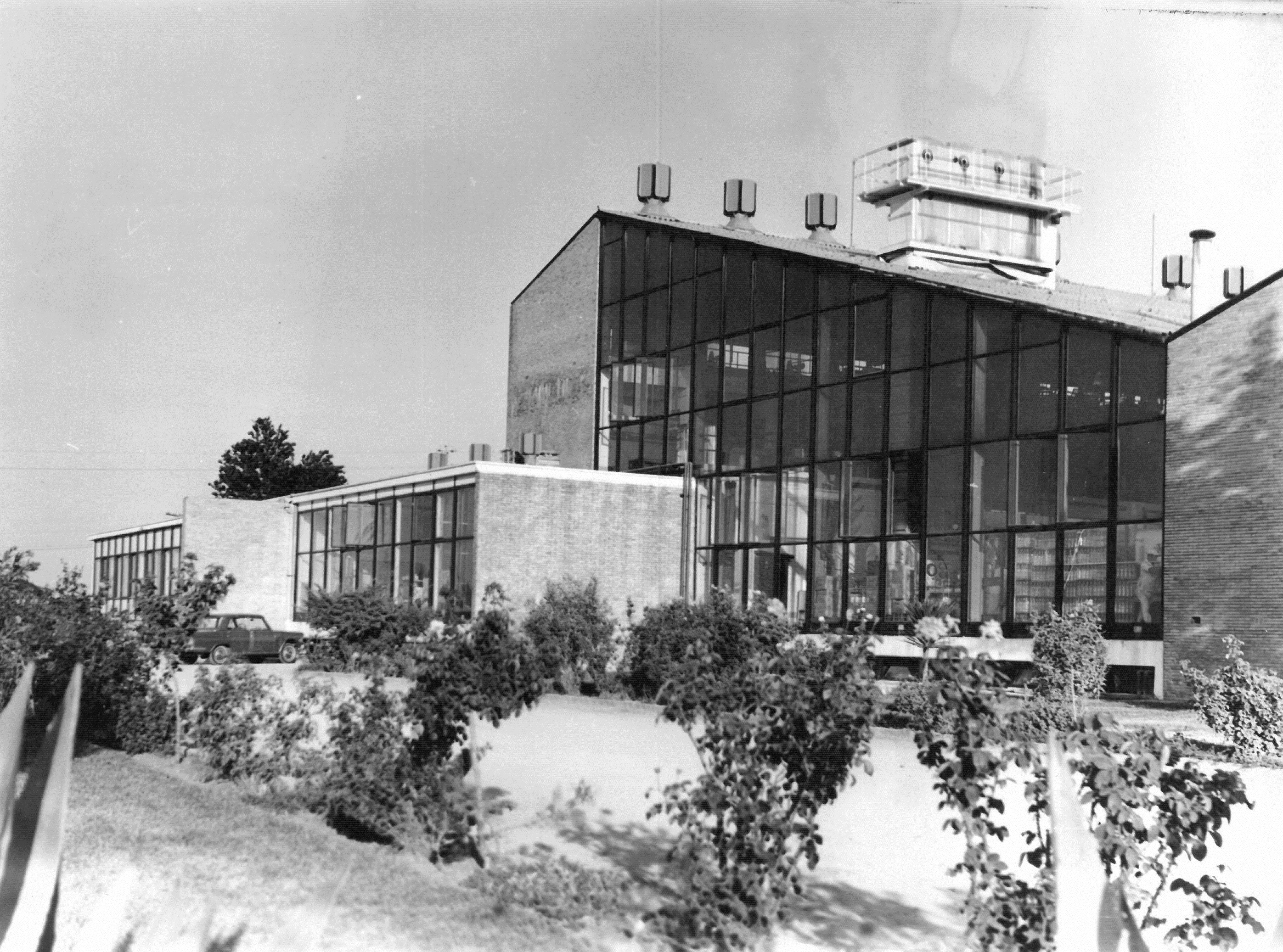
La Central Lechera de Sevilla

### Central Lechera en Sevilla (1960)
En 1959 Montserrat, se presentó, y ganó, el concurso convocado por la Central Lechera de Sevilla, que debía situarse en una parcela de 15.000 m² en la entrada en la ciudad, junto a la carretera de Madrid. El proyecto quedó redactado el año siguiente, y su construcción comenzó en 1962.
La central se organiza en dos cuerpos prismáticos: uno, cercano a la carretera, de dos plantas destinado a la oficinas, y otro de doble altura, mayor volumen y cubierta inclinada donde se realizaría el tratamiento y almacenaje de la leche. Los dos cuerpos quedan unidos y articulados mediante las escaleras que conectaban el sótano con las dos entreplantas del volumen principal.
La clara definición de la volumetría, el contraste entre los muros de fábrica de ladrillo y la gran fachada de muro cortina, que convertía toda las instalaciones, y no solo su fachada, en un escaparate, que fue utilizado como tal en la publicidad de la Central Lechera.

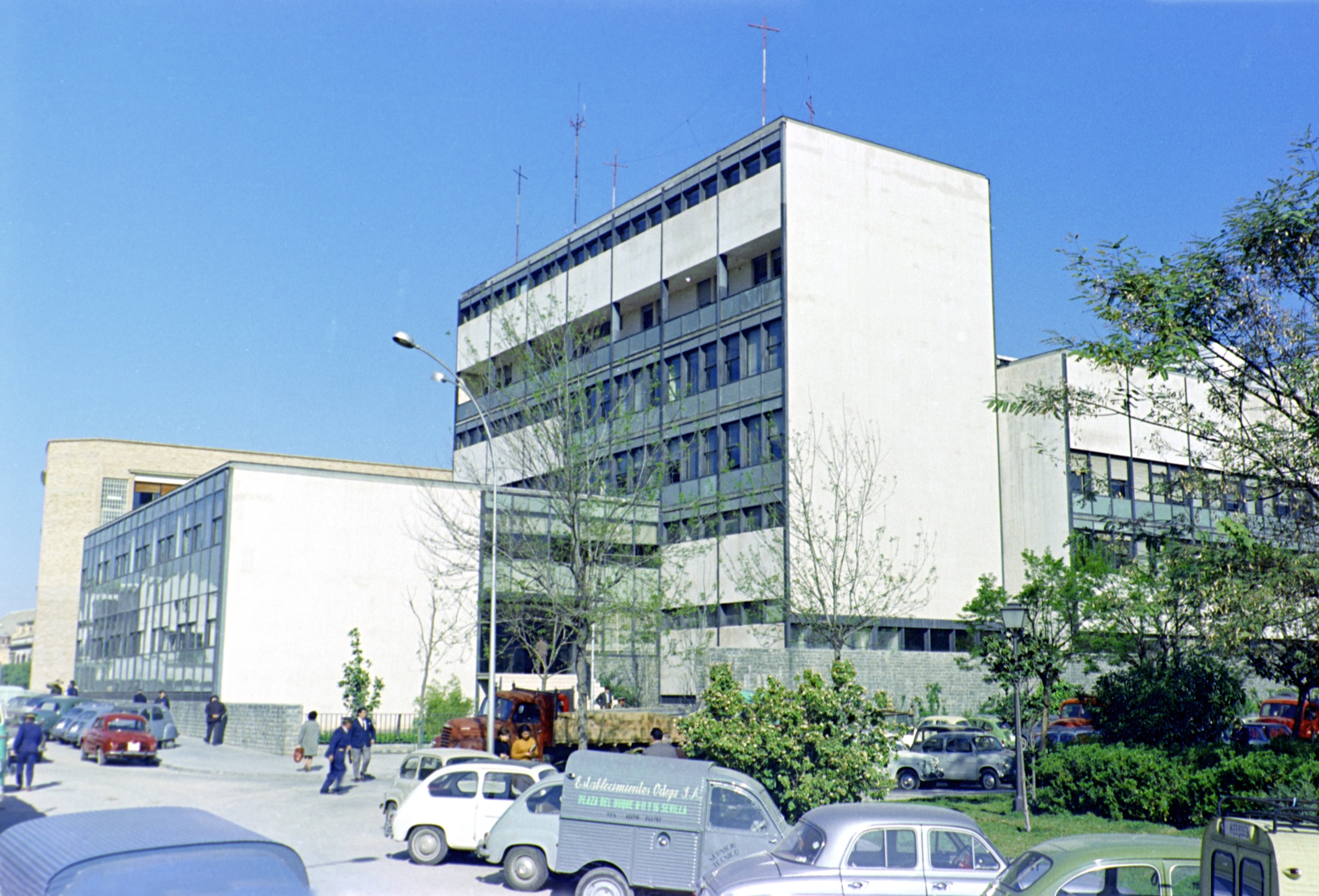
Jefatura de Policía de Sevilla, en la Plaza de la Gavidia

### Jefatura de Policía en Sevilla (1962)

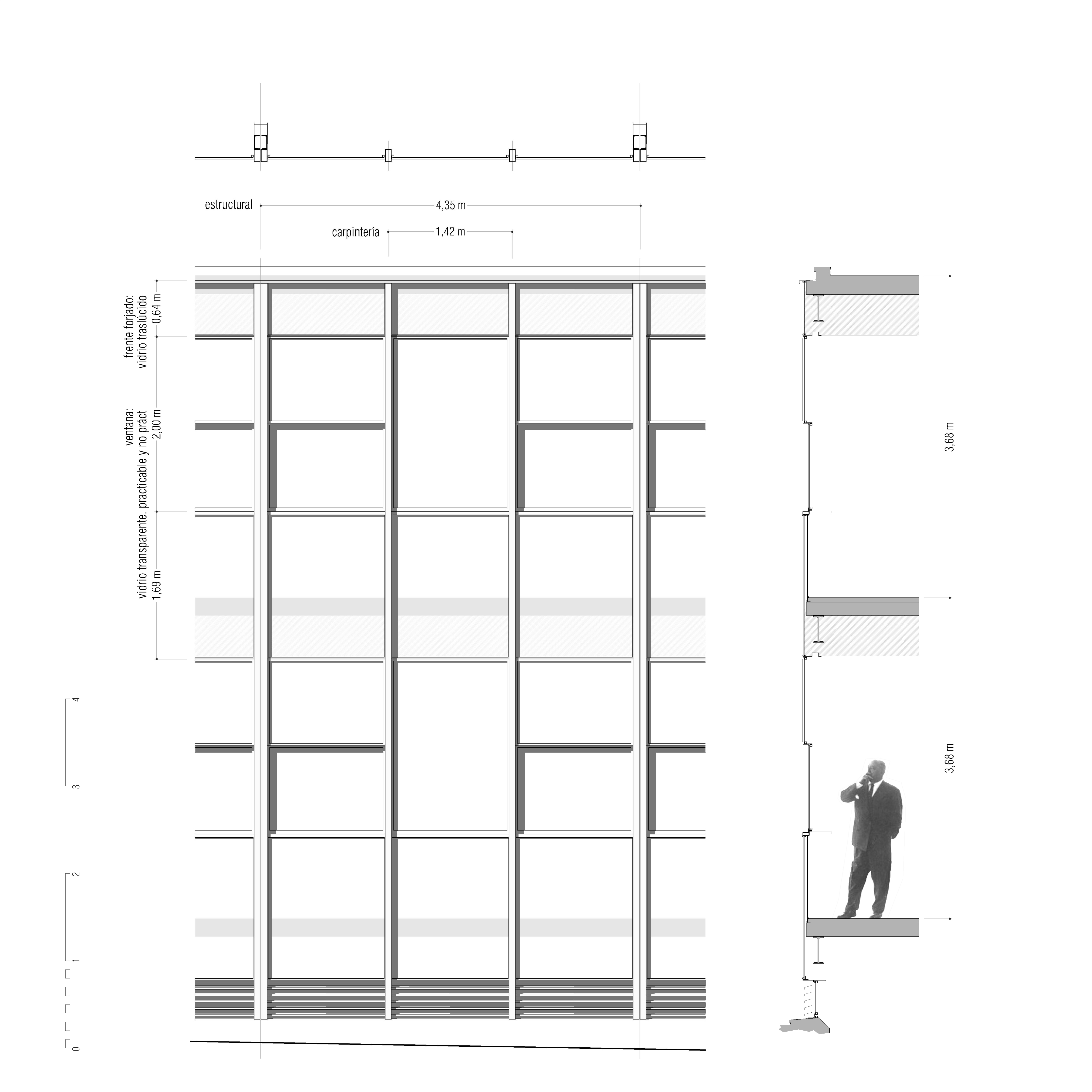
Levantamiento. C.Miró, 2017

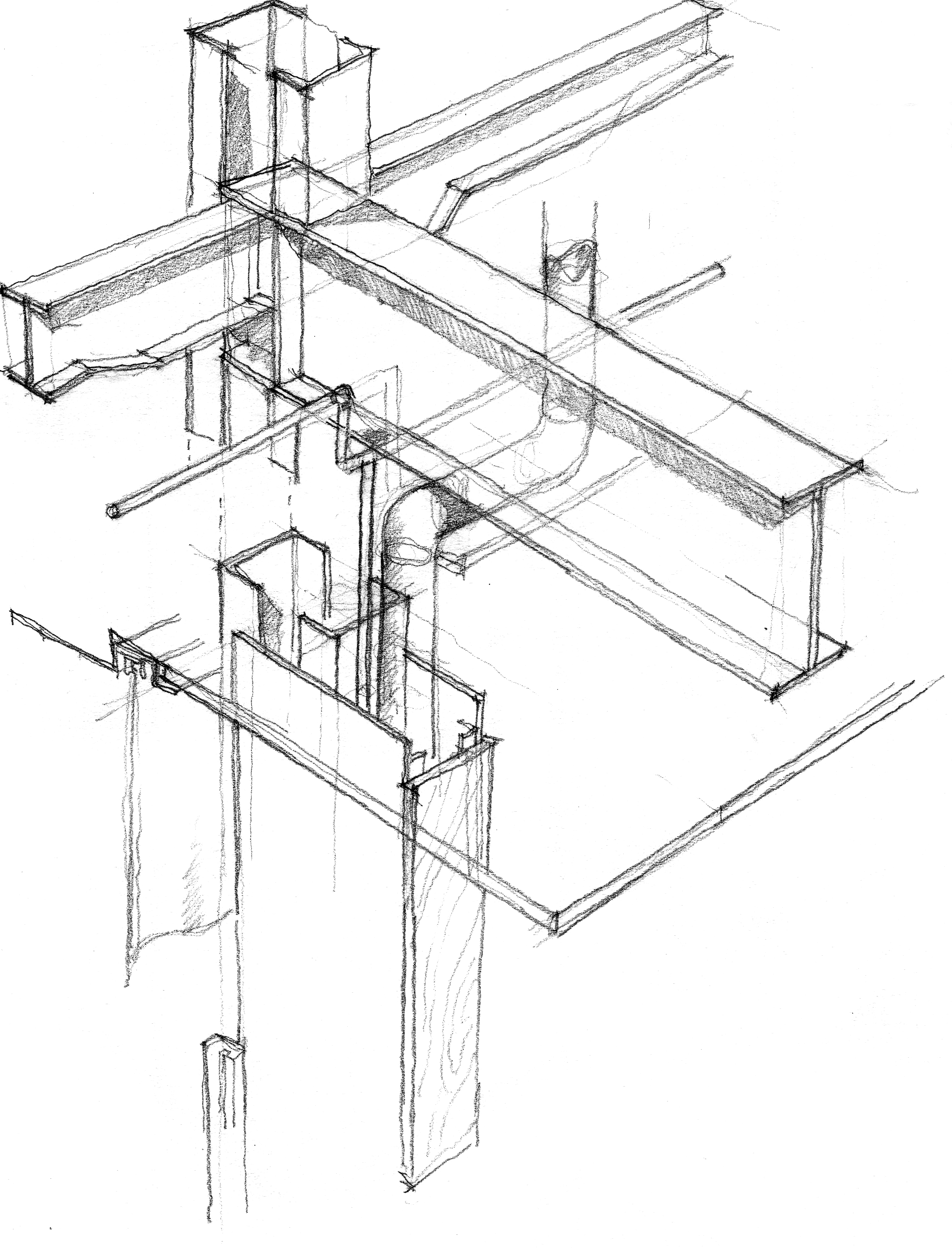
Análisis gráfico-constructivo detalle estructura e interacción con instalaciones en la envolvente. Miró, 2016

Tal como él mismo ha explicado, «en la primera mitad de los años cincuenta, en mis años de formación en la Escuela de Arquitectura de Barcelona, otros compañeros y yo, estudiando publicaciones extranjeras y con intercambio entre nosotros y otros arquitectos jóvenes, descubrimos la arquitectura del Movimiento Moderno y nos empapamos de su lenguaje y estética». Con ese lenguaje del Movimiento Moderno realizó sus primeras obras en Sevilla, como la Terminal de Iberia, la Joyería Montero, la Fábrica de contadores Landis-Gyr. Pero el primer encargo importante que recibió fue la Jefatura Superior de Policía, en el solar que dejó el Cuartel de San Hermenegildo, en una plaza cercana a la Campana, un lugar simbólico de Sevilla, y al casco histórico de la ciudad. La Jefatura de Policía, responde delicada y valientemente al entorno, la fachada principal da frente a la Plaza de la Gavidia (hoy plaza de la Concordia), con una monumentalidad, en la que muros cortina de vidrio, compiten con aplacados de piedra blanca pulida y un fuerte zócalo de mampostería. La plástica y variedad de los volúmenes que componen el edificio, responden al carácter de la plaza y de las calles que le rodean. Un juego de formas y materiales que traduce la variedad de escalas y texturas propias de los centros históricos. También la planta en enraíza en la arquitectura tradicional sevillana, mediante los dos patios que articulan el interior: el principal abierto al público y rodeado por un pórtico que da acceso a las estancias principales; otro secundario, rodeado por los despachos y oficinas, sin contacto habitual con el público. Catalogado por DOCOMOMO Ibérico

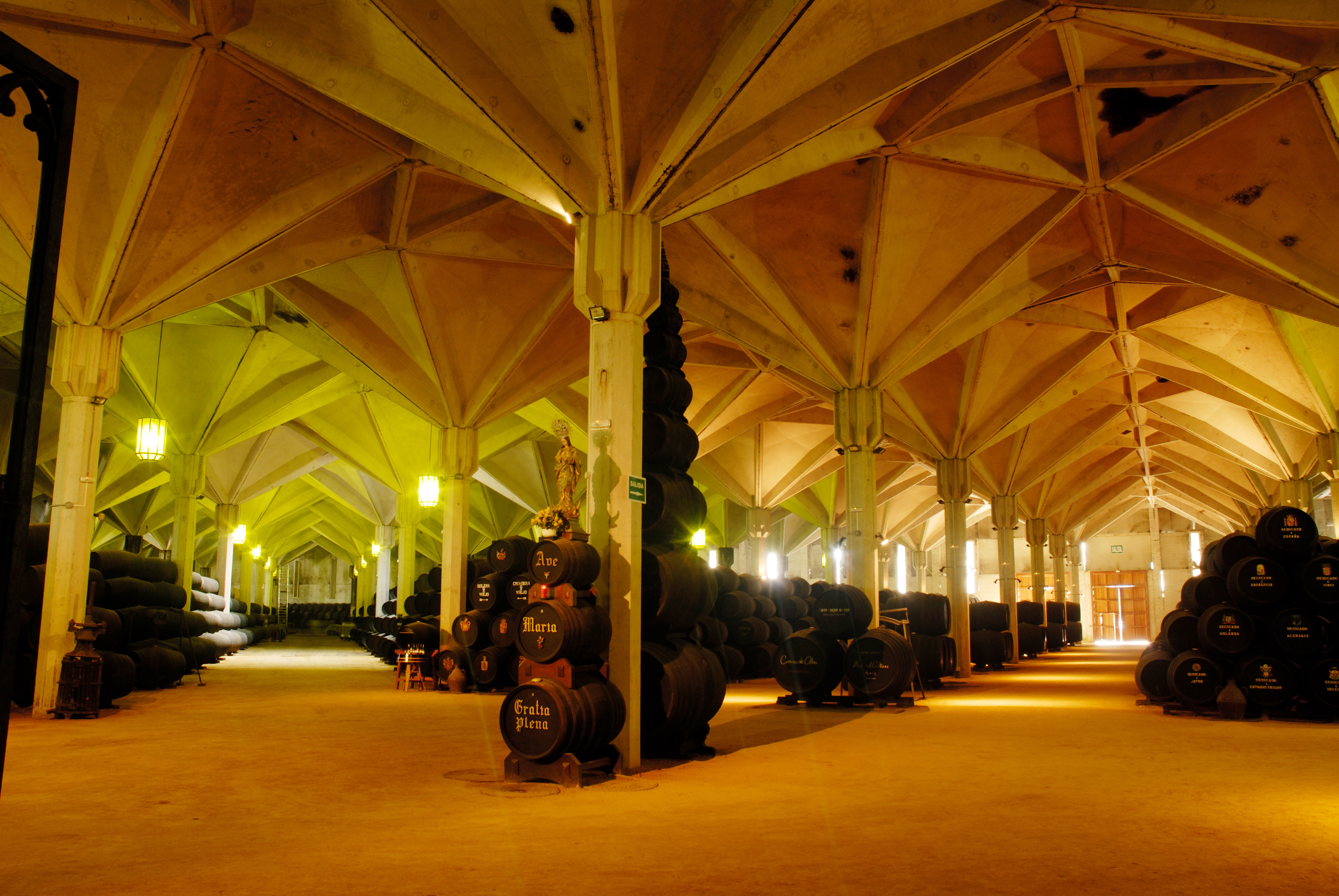
Interior de las Bodegas Internacionales, permite comprobar las "bóvedas" que forman los "paraguas" que se apoyan en los pilares

### Bodegas Internacionales en Jerez de la Frontera (1974)
En la siguiente década destaca su trabajo en Bodegas Internacionales (1974), Jerez de la Frontera (Cádiz), en la carretera Madrid-Cádiz, también catalogado por DOCOMOMO. El edificio cubre un gran espacio, mediante un único elemento modular de hormigón armado prefabricado, en forma de pirámide octogonal invertida, que apoya su vértice en un pilar vertical; se produce así un bosque de pilares que parecen soportar una retícula de nervaduras que recuerdan la estructura portante de la cubiertas en el gótico. Los cerramientos se organizan también mediante un módulo prefabricado ordenado mediante dos series de pilastras, una en el mismo perímetro soporta una cornisa de hormigón armado enrasada con las pilastras y de gran altura; la otra serie de pilastras, en este caso pareadas, se sitúan en un plano retranqueado soportando una segunda cornisa interrumpida por las propias pilastras. Como destaca el registro de este edificio en Docomomo_ibérico "Su construcción fue resultado de un importante esfuerzo tecnológico de diseño y puesta en obra, que recoge la experiencia previa de las portuenses bodegas de Terry, de los mismos autores, solucionando satisfactoriamente los problemas constructivos, fundamentalmente de filtraciones, que se originaron en aquellas".

### Obras representativas
- Jefatura Superior de Policía de Sevilla, 1962 (en el registro del Movimiento Moderno de DoCoMoMo Ibérico: Los equipamientos modernos, 1925-1965)[11]
- Central Lechera de Sevilla, 1962
- Barrios sevillanos de Ciudad de los condes de Rochalembert y La Rosaleda en la zona de Amate, en los años setenta y en colaboración con Alberto Donaire y Antonio Ortiz Leyva.
- Bodega La Atalaya, en Jerez de la Frontera, 1965, en colaboración con Jaimen López de Asiain[12]
- Bodegas Internacionales en Jerez de la Frontera, 1974 (en el registro del Movimiento Moderno de DoCoMoMo Ibérico: Plan Nacional del siglo XX-Nivel A)[13]
- Facultad de Física de la Universidad de Sevilla
- Edificios Náutico, enfrente del club del mismo nombre, en Sevilla. Mitad de los setenta, En colaboración con Antonio Ortiz.Leyva.
- Edificio Urbis en República Argentina, Sevilla. Mitad de los setenta. En colaboración con Alberto Donaire.
- Facultad de Física de la Universidad de Sevilla, 1973-1975 (en el catálogo del patrimonio histórico-artístico de la Universidad de Sevilla)[14]
- Facultad de Química de la Universidad de Sevilla, 1973-1981 (en el catálogo del patrimonio histórico-artístico de la Universidad de Sevilla)[15]
- Facultad de Farmacia de la Universidad de Sevilla, 1977-1981 (en el catálogo del patrimonio histórico-artístico de la Universidad de Sevilla)[16]
- Hospital Clínico de Puerto Real, obra realizada en varias fases en los años ochenta. En colaboración con Alberto Donaire.
- Decanato de la Facultad de Medicina de la Universidad de Sevilla (en el catálogo del patrimonio histórico-artístico de la Universidad de Sevilla).[17]